# Volo Hinduja Cargo Services 8533
Il volo Hinduja Cargo Services 8533 era un volo cargo che doveva partire dall'aeroporto internazionale Tribhuvan in Nepal per dirigersi all'aeroporto internazionale Indira Gandhi in India, operato dalla consociata indiana di Lufthansa Cargo, Hinduja Cargo Services. Il 7 luglio 1999 il Boeing 727 che operava il volo colpì le colline di Champadevi a 7.500 piedi (2.300 metri), 15 chilometri (9,3 mi; 8,1 nmi) e si schiantò senza sopravvissuti tra i 5 occupanti a bordo.

## L'aereo e l'equipaggio
L'aereo era un Boeing 727-200 cargo che aveva accumulato 17 anni di servizio. Era stato consegnato ad Alitalia nel 1981 come I-DIRS, poi Continental Airlines lo registrò come N586PE e N14416 prima della consegna a Hinduja Cargo Services come VT-LCI. I 5 membri dell'equipaggio, tutti di nazionalità indiana, a bordo si chiamavano Gonjalez, Shahni, Vargava, Singh e Roy.

## Il volo
Il volo trasportava 21 tonnellate di carico, per lo più carichi di tessuti e tappeti. Il volo partì dalla pista 20 dell'aeroporto internazionale Tribhuvan di Katmandu. Dopo il decollo il volo effettuò una virata di 10 gradi a destra per la rotta 247 a 4.4 DME. La potenza applicata ai motori è stata inavvertitamente ridotta, quindi l'aereo perse quota nell'area in cui l'altitudine di qualsiasi volo in partenza deve essere superiore a 9.500 piedi (2.900 m) mentre il VT-LCI era a 7.500 piedi (2.300 m). Il sistema di allarme di prossimità al suolo (GPWS) si attivò risuonando per 11 secondi. La velocità è stata ridotta a 171 nodi (317 km/h; 197 mph) attivando pure lo stick shaker. VT-LCI colpì le colline Champadevi alle 19:51 ora locale, senza sopravvissuti.